# Another Green World
Another Green World je třetí sólové studiové album Briana Eno, vydané v září 1975 pod značkou Island Records. Album produkovali Rhett Davies a Brian Eno. Mezi hudebníky, kteří na albu hrají, patří například John Cale a Phil Collins. Oba i s Enem spolu hráli ve stejný rok i na Caleovo sólovém albu Helen of Troy. V roce 2005 bylo album zařazeno do knihy 1001 alb, která musíte slyšet, než umřete.

## Seznam skladeb
Autorem všech skladeb je Brian Eno.
| Strana 1 | Strana 1            | Strana 1 |
| Pořadí   | Název               | Délka    |
| -------- | ------------------- | -------- |
| 1.       | Sky Saw             | 3:25     |
| 2.       | Over Fire Island    | 1:49     |
| 3.       | St. Elmo's Fire     | 3:02     |
| 4.       | In Dark Trees       | 2:29     |
| 5.       | The Big Ship        | 3:01     |
| 6.       | I'll Come Running   | 3:48     |
| 7.       | Another Green World | 1:28     |

| Strana 2       | Strana 2                         | Strana 2 |
| Pořadí         | Název                            | Délka    |
| -------------- | -------------------------------- | -------- |
| 1.             | Sombre Reptiles                  | 2:26     |
| 2.             | Little Fishes                    | 1:30     |
| 3.             | Golden Hours                     | 4:01     |
| 4.             | Becalmed                         | 3:56     |
| 5.             | Zawinul/Lava                     | 3:00     |
| 6.             | Everything Merges with the Night | 3:59     |
| 7.             | Spirits Drifting                 | 2:36     |
| Celková délka: | Celková délka:                   | 40:24    |

## Sestava
- Brian Eno – zpěv, syntezátor, basová kytara, kytara, perkuse, bicí automat, klavír, klávesy, varhany Farfisa, Hammondovy varhany, basové pedály Yamaha, zvukové efekty
- John Cale – viola v „Sky Saw“ a „Golden Hours“
- Phil Collins – bicí, perkuse v „Sky Saw“, „Over Fire Island“ a „Zawinul/Lava“
- Robert Fripp – elektrická kytara v „St. Elmo's Fire“, „I'll Come Running“ a „Golden Hours“
- Percy Jones – bezpražcová baskytara v „Sky Saw“, „Over Fire Island“ a „Zawinul/Lava“
- Roderick Melvin – Fender Rhodes v „Sky Saw“, „I'll Come Running“ a „Zawinul/Lava“
- Paul Rudolph – kontrabas, baskytara, kytara, vířivý buben v „Sky Saw“, „I'll Come Running“ a „Zawinul/Lava“
- Brian Turrington – baskytara, kalvír v „Everything Merges with the Night“